# Skwal

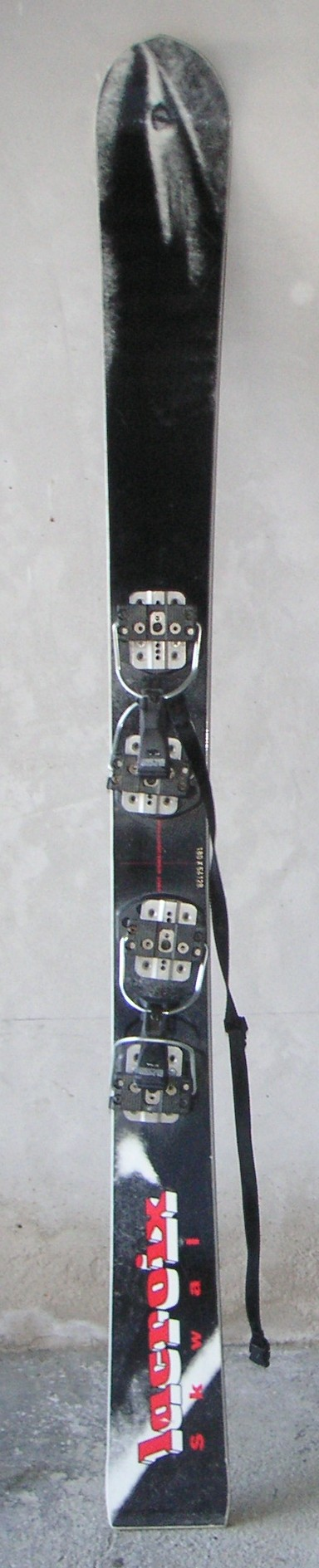
Skwal

Der Skwal ist ein einzelner breiterer Ski, schmaler als ein Monoski, bei dem die Bindungen hintereinander montiert sind wie bei einem einzelnen Wasserski. 

## Fahrweise

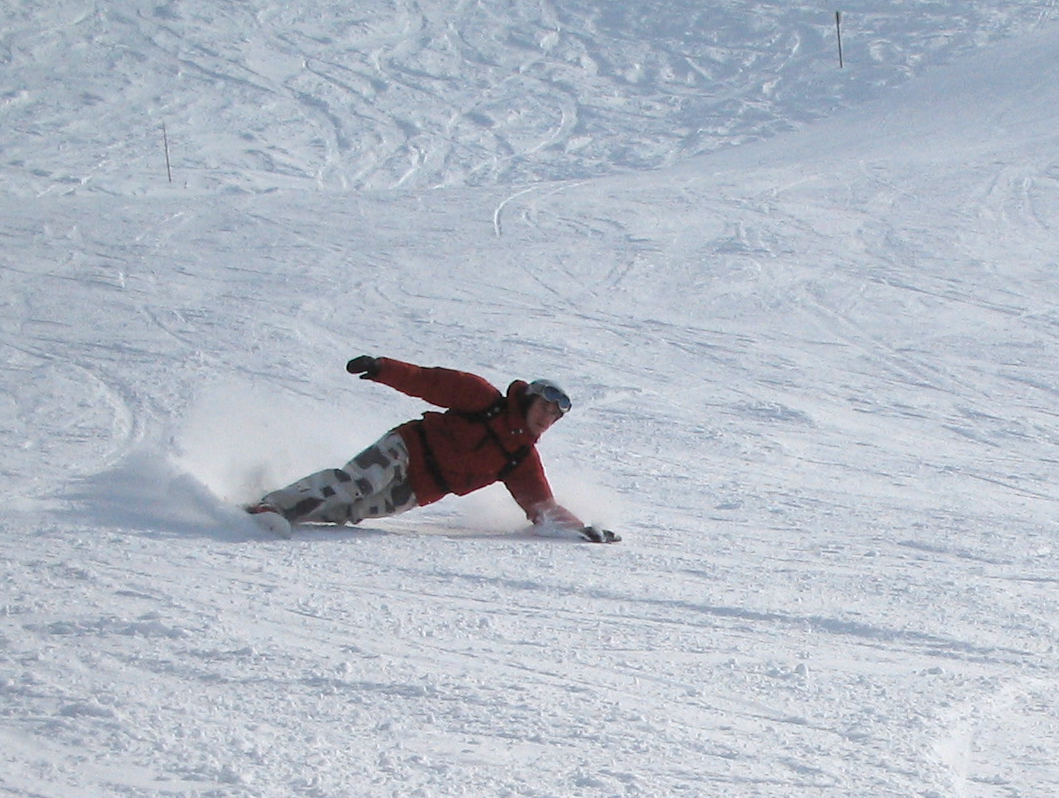
Ein „Skwaleur“ in Aktion

Die Körperhaltung ist im Gegensatz zum Snowboard symmetrisch nach vorne gerichtet ähnlich wie beim Skifahren, also biomechanisch richtig in die eigentliche Fahrtrichtung. Durch die geringe Breite und dadurch, dass die Beine hintereinander am Board fixiert sind, werden die Schwünge in starker Schräglage ausgeführt, es ist praktisch nur extremes Carving als Fahrweise möglich. Der Kurvenradius wird primär durch die Taillierung des Boardes bestimmt; verändert werden kann er durch Krümmung des Boardes oder durch veränderte Schräglage. Die Länge von etwa 160 bis 185 cm ähnlich einem Raceboard ist für die Stabilität bei höheren Geschwindigkeiten notwendig.

## Geschichte
1989 erfand der französische Skilehrer und Snowboarder Patrick „Thias“ Balmain eine Mischung aus Monoski und Snowboard, ursprünglich weil ihm das Snowboarden Gelenkschmerzen bereitete.
Er gab ihm den Namen skwal, welcher sich ableitet von „Ski“ und dem französischen Wort „squale“, eine Haifischart; man carvt damit scharfe Kurven „bissig wie ein Hai“, da beide Beine nur eine Kante belasten. Im Jahr 1993 ließ er sein neues Gleitgerät patentieren.
Skwalfahren ist bis heute vor allem in Frankreich beliebt, wahrscheinlich, weil die vergleichsweise flachen und breiten Pisten in den französischen Alpen die besten Bedingungen für das Skwallen bieten. Dort gibt es auch die einzige offizielle Skwalvereinigung, die Euro Skwal Association, welche regelmäßige Treffen in wechselnden Skigebieten durchführt, auf denen das Skwalfahren meist kostenlos ausprobiert werden kann. Außerhalb Frankreichs gibt es Anhänger in Deutschland, Schweiz, Schweden, Österreich, Russland, Nordamerika und Japan. 

## Hersteller und Modelle
Der Erfinder begann – anfangs gemeinsam mit dem Ski- und Snowboardhersteller Lacroix – 1992 mit der Produktion von Skwals. Die eigene Herstellerfirma Thias Skwal stellte den Betrieb jedoch Anfang der 2000er-Jahre wieder ein. Völkl produzierte als einziger großer Skihersteller einige Jahre lang einen Skwal unter dem Namen Monocarver; die Produktion wurde ebenfalls eingestellt. Inzwischen werden Skwals jedoch auch von anderen Herstellern (siehe Weblinks) angeboten, die sich alle auf Kleinserien und Custom-Boards spezialisiert haben.
Grundmaße und Materialien der Wettkampf-Skwals
Länge 165–190 cm; Breite (vorn) 16–20 cm, (Mitte) 11,5–14,5 cm; Gewicht 2,9–3,1 kg; Material/Bauweise: Holzkern, P-tex 1000, Titankanten.

## Sportliche Vergleiche
Skwal-Clubs und -Vereinigungen wurden gebildet und organisieren eigene Wettkämpfe wie eine Europameisterschaft seit 2000 (an der sich Interessenten mit 80 Euro Startgeld beteiligen können), nationale Meisterschaften in Frankreich und in der Schweiz, Demo-Veranstaltungen wie Skwal-Contests oder einen Skwal attack day (2004).  
Die Veranstalter orientieren sich voll an den Disziplinen des Snowboarding, das heißt, es gibt Abfahrten, Slalom, Springen usw., auch Freeriding wurde schon durchgeführt.